# 卡洛斯·奎尔波
卡洛斯·奎尔波·卡瓦列罗（西班牙語：Carlos Cuerpo Caballero，1980年9月26日—），西班牙经济学家，政治家，现任西班牙经济、贸易和企业大臣。